# The Architects Collaborative
The Architects Collaborative (TAC) war ein von Walter Gropius gegründetes US-amerikanisches Architekturbüro, das von 1945 bis 1995 bestand.

## Geschichte
1945 gründete Walter Gropius im Alter von 62 Jahren ein Architekturbüro in Cambridge im US-Bundesstaat Massachusetts. Seine Partner bei der Bürogründung waren die viel jüngeren Architekten Norman Fletcher, Jean Bodman Fletcher, John C. Harkness, Sarah Pillsbury Harkness, Robert S. McMillan, Louis A. McMillen und Benjamin C. Thompson. Das Büro arbeitete nach dem Teamgedanken und war insbesondere im Bereich Universitäts- und Campusarchitektur sowie Verwaltungsarchitektur tätig. 
Eines der bekanntesten Bauten ist das ehemalige Pan Am Building (1960–63), heute MetLife Building, in New York. Zum Tätigkeitsfeld gehörte aber auch das Produktdesign, so stammt etwa der Entwurf für das Rosenthal-Service TAC (1968) von der Designerin Katherine de Souza, die Ende der 1960er Jahre bei TAC arbeitete.
Das Büro hatte mehrere internationale Ableger und bestand bis 1995.